# جون روتليدج (محامي)
جون روتليدج (بالإنجليزية: John Rutledge)‏ (17 سبتمبر 1739 - 23 يوليو 1800) كان ثاني رئيس للمحكمة العليا في الولايات المتحدة. وأول حاكم لولاية كارولينا الجنوبية بعد إعلان الاستقلال. راتليدج هو صاحب أقصر فترة بين رؤساء قضاة المحكمة العليا، وهو رئيس القضاة الوحيد الذي عمل في فترة انتقالية.
ولد راتليدج في مدينة تشارلستون، كارولينا الجنوبية حيث أسس مكتبا قانونيا بعد دراسته في معهد ميدل تيمبل. وهو الأخ الأكبر لإدوارد راتليدج، أحد الموقعين على إعلان الاستقلال. عمل راتليدج كمندوب في مؤتمر قانون الطوابع، الذي احتج على الضرائب المفروضة على المستعمرات الثلاثة عشر من قبل برلمان بريطانيا العظمى. كما شغل منصب مندوب الكونغرس القاري قبل انتخابه حاكما لولاية كارولينا الجنوبية. شغل منصب الحاكم خلال أغلب سنوات حرب الاستقلال الأمريكية.
عاد راتلدج إلى الكونغرس، تم تم تعيينه في محكمة كارولينا الجنوبية. كان مندوبًا لمؤتمر فيلادلفيا عام 1787 الذي كتب دستور الولايات المتحدة. شغل راتليدج منصب رئيس لجنة التفصيل خلال المؤتمر، والتي أنتجت أول مسودة كاملة للدستور. كما ساعد على ضمان أن الدستور لن يسمح للمحكمة العليا بإصدار آي آراء بشأنه. وبعد التصديق على الدستور في عام 1789، عينه الرئيس جورج واشنطن كأحد أول قضاة شركاء في المحكمة العليا. ترك راتليدج المحكمة العليا في عام 1791 ليصبح رئيس قضاة محكمة كارولينا الجنوبية للجلسات والدعاوى العامة.
في يونيو 1795، رشحه واشنطن ليخلف جون جاي رئيسًا لقضاة المحكمة العليا، في انتظار تأكيد مجلس الشيوخ. وبما أن مجلس الشيوخ لم يعقد جلسته، فقد تم وضع راتليدج في فترة انتقالية بشكل مؤقت. قبل راتليدج التعيين، وألقى خطابًا شجب فيه معاهدة جاي، وظهرت شائعات بأن راتليدج عانى من إدمان الكحول أو مرض عقلي. رفض مجلس الشيوخ ترشيح روتليدج في ديسمبر 1795 بتصويت 10-14. ترك راتليدج المحكمة بعد أيام من تصويت مجلس الشيوخ، وانسحب من الحياة العامة حتى وفاته في عام 1800.